# The Girl and the Smuggler
The Girl and the Smuggler è un cortometraggio muto del 1914. Il nome del regista non viene riportato nei credit del film.

## Trama
L'assistente di un guardiano di faro intrattiene rapporti segreti con una banda di contrabbandieri che incontra scendendo dalla torre con una corda per ritornarvi nella stessa maniera. Il faro ha incontrato i sospetti delle guardie e una di loro viene mandata a indagare. Lì, si innamora di Irene, la figlia del guardiano, suscitando la gelosia dell'assistente che ama la ragazza. Durante le sue indagini, la guardia scopre un vecchio relitto in cui i contrabbandieri immagazzinano le merci. L'uomo viene catturato e legato. L'odio dell'assistente del guardiano lo porta a cospargere il relitto di benzina per poi dargli fuoco.

Irene, intanto, si rende conto che la luce del faro si è improvvisamente spenta. Sveglia il padre che corre a riaccenderla mentre lei, vedendo la luce del falò, corre invece a salvare la guardia prigioniera. Il giovane ingaggia allora una furibonda lotta con il suo rivale. Riesce poi a portare Irene in salvo, mentre il suo avversario viene ucciso dall'esplosione provocata dall'incendio.

## Produzione
Il film fu prodotto dalla Victor Film Company.

## Distribuzione
Distribuito dalla Universal Film Manufacturing Company, il film - un cortometraggio in una bobina - uscì nelle sale statunitensi il 18 settembre 1914.